# Koxanəbi
Koxanəbi är en ort i Azerbajdzjan.   Den ligger i distriktet Tovuz Rayonu, i den västra delen av landet, 400 km väster om huvudstaden Baku. Koxanəbi ligger 918 meter över havet och antalet invånare är 235.
Terrängen runt Koxanəbi är kuperad, och sluttar norrut. Runt Koxanəbi är det ganska tätbefolkat, med 78 invånare per kvadratkilometer.. Närmaste större samhälle är Qovlar, 13,2 km nordost om Koxanəbi.
Trakten runt Koxanəbi består till största delen av jordbruksmark.